# 初恋彗星
『初恋彗星』（はつこいすいせい）は、綾崎隼による日本の小説。「花鳥風月シリーズ」の第2作。巻頭には、旧約聖書・箴言17章17節の句が引用されている。

## あらすじ
幼い頃に両親が離婚し、父親と2人暮らしの逢坂柚希は、兄妹同然に育った幼なじみの美蔵紗雪の飼い犬の散歩に付き合い、欠席していた転校生・舞原星乃叶にプリントを届ける。だが、そこで2人は家に火を付けようとしている星乃叶を見つけ、止まらせる。
事業に失敗し莫大な借金を負った父が新潟の名家と謳われる舞原一族から絶縁され、山梨県に引っ越してきた星乃叶は、継母からのひどい虐待に追い詰められていたのだった。
何も話そうとしない星乃叶だったが、敏感に事情を察した紗雪の母は、星乃叶の美蔵家への居候を継母に認めさせる。星乃叶は柚希と紗雪と急速に親しくなっていき、荒んでいた星乃叶の心は柔らかくひもとかれていく。やがて星乃叶は柚希に恋をし、2人は付き合い始める。ある夜、天体観測に出かけた柚希らは、 「2061年のハレー彗星を一緒に見よう」と固い約束を交わす。
だが、星乃叶が父親の仕事の都合で新潟に戻ることになり、遠距離恋愛となる。柚希は機械が苦手な星乃叶と手紙でやり取りを重ねるが、柚希の知らないところで事態は大きく転換していた。

## 登場人物

### 主要人物
逢坂 柚希（あいざか ゆずき）
物心つく前に両親が離婚し、父親と2人暮らし。仕事に忙しい父に代わり、隣家の美蔵家で食事の面倒などを見てもらう。
12歳の時に、美蔵家に居候することになった星乃叶と付き合い始める。星乃叶が引っ越し、遠距離恋愛状態になった後も一途に想い続ける。
舞原 星乃叶（まいばら ほのか）
新潟から転校してきた美少女。幼稚園の頃に実母が病死し、小学5年生の時に父が再婚した継母から虐待される。耐えかねて自宅に火を放とうとしたところを柚希らに止められ、その事件を機に、美蔵家に居候し、紗雪とかけがえのない仲になる。口癖は「（約束を）破ったら死刑」。沙月というスタイル抜群のいとこに憧れている。
父親の仕事の都合で新潟に戻る。
美蔵 紗雪（みくら さゆき）
柚希の幼なじみ。柚希より1週間遅く生まれ、実の兄妹のように育った。幼い頃から、共に育った柚希以外に親しい友人は1人もおらず、常に無口で読書に興じていた。星乃叶と初めて友情を育む。
嶌本 琉生（しまもと るい）
柚希らの同級生。ヨーロッパからの帰国子女。父親は国立大学の教授。長身で秀才。一目惚れした星乃叶に告白する。

### その他
逢坂 健一（あいざか けんいち）
柚希の父親。仕事が忙しいため、美蔵家に柚希の面倒を見てもらうが、基本的なしつけは厳しく教え込んでいる。
美蔵 友樹（みくら ともき）
紗雪の父親。健一とは小学校からの親友。
美蔵 遥（みくら はるか）
友樹の妻、紗雪の母親。柚希の母親代わりとなり、紗雪と共に育てた。
舞原 慧斗（まいばら けいと）
星乃叶の父親。事業に失敗し、舞原一族から絶縁され、莫大な借金を負い、旧友を頼って山梨県に引っ越してくる。生来気が弱く、悪意を見抜くのが苦手な上に、困っている人を放っておけないお人好しな性格。後に、桜塚総合クリニックの経理の仕事を紹介され、再び新潟へ引っ越していく。
舞原 美津子（まいばら みつこ）
星乃叶の継母。元ホステス。慧斗と金目当てで結婚したが、借金を負ったことで元々邪魔に思っていた星乃叶への悪感情が加速し、夫の見ていないところで星乃叶を虐待する。
水村 玲香（みずむら れいか）
柚希の高校での同級生。柚希を好きになる。